# Gefionsgade
Gefionsgade er en cirka 50 m lang sidegade mellem Strandboulevarden/Fridtjof Nansens Plads og Østbanegade på Østerbro i København.
Gefionsgade er navngivet i 1923 efter den tilstødende Gefions Plads, der blev omdøbt til Fridtjof Nansens Plads i 1931. Pladsen var opkaldt efter den ene af tvillingejendommene Gefion og Gylfe fra 1901-1902, der igen var opkaldt efter gudinden Gefion fra den nordiske mytologi, som ifølge et sagn pløjede Sjælland ud af Sverige. Navnet Gefiongade var dog også i en periode før 1897 blevet benyttet om den sydlige del af den nuværende Strandboulevarden. Til gengæld er der ingen sammenhæng med Gefionspringvandet.
På den nordlige side af gaden ligger etageejendommen Strandboulevarden 6/Gefionsgade 1, en bygning med herskabslejligheder fra 1924. Af de var beregnet til det bedre borgerskab ses af, at de første beboere blandt andet talte skibsreder Arne Schmiegelow, redaktør Nic. Blædel, to grosserer og en overretssagfører.
På den sydlige side ligger den U-formede etageejendom Fridtjof Nansens Plads 2-10/Østbanegade 23-29 fra 1934 med en åben gårdsplads ud mod Gefionsgade. Her er der fra gaden en rampe ned til en parkeringskælder, og på begge sider af den fører andre ramper op til en U-formet plads ovenpå parkeringskælderen.